# رستي مكنيلي
رستي مكنيلي (بالإنجليزية: Rusty McNealy)‏ هو لاعب كرة قاعدة أمريكي، ولد في 12 أغسطس 1958 في ساكرامنتو في الولايات المتحدة.

## وصلات خارجية
- رستي مكنيلي على موقع دوري كرة القاعدة الرئيسي (الإنجليزية)
- رستي مكنيلي على موقعبيزبول رفرنس.كوم (الدوري الرئيسي) (الإنجليزية)
- رستي مكنيلي على موقعبيزبول رفرنس.كوم (الدوري الثانوي) (الإنجليزية)
- رستي مكنيلي على موقع إي إس بي إن.كوم (أم.أل.بي) (الإنجليزية)
- رستي مكنيلي على موقع مشجعي الرسوم البيانية (الإنجليزية)